# Fitchburg (Massachusetts)
Pour les articles homonymes, voir Fitchburg.
Fitchburg est une ville du comté de Worcester, dans l’État du Massachusetts, aux États-Unis, dont la population était de 40 318 habitants lors du recensement de 2010.

## Personnalités liées à la ville
- Martin Powell, né le 25 mars 1856 à Fitchburg, joueur de baseball américain.
- Ripley Hitchcock, né le 3 juillet 1857, éditeur de revues, de livres, d'encyclopédies, rédacteur technique, concepteur de ressources
- Carolyn Brown, née en 1927 à Fitchburg, danseuse et chorégraphe américaine.
- Viola Léger, née en 1930 à Fitchburg, actrice canadienne, interprète de La Sagouine, sénatrice.
- Don Featherstone, prix Ig-Nobel d'Art en 1996 pour son invention décorative du flamant rose en plastique.
- Amerie, chanteuse et mannequin américaine.

## Source
- (en) Cet article est partiellement ou en totalité issu de l’article de Wikipédia en anglais intitulé « Fitchburg, Massachusetts » (voir la liste des auteurs).